# Francisco Hurtado Izquierdo

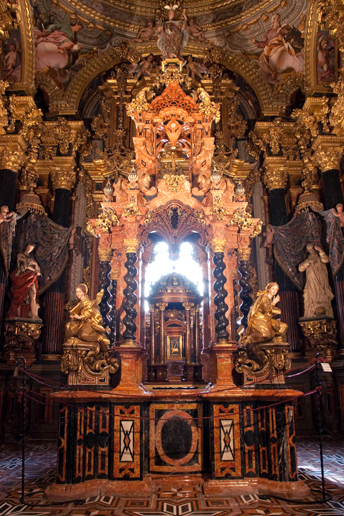
Francisco Hurtado Izquierdo y otros. Sagrario de la cartuja de Granada, 1709-1720

Francisco Hurtado Izquierdo (Lucena, 6 de febrero de 1669-Priego de Córdoba, 30 de junio de 1725), fue uno de los artistas más destacados del barroco español. Fue maestro mayor de la Mezquita-catedral de Córdoba y de la Catedral de Granada y el autor de obras tan emblemáticas como los sagrarios de las cartujas de Granada y de El Paular (Rascafría). 
Renovó el lenguaje arquitectónico y ornamental del barroco cordobés y granadino. En sus edificios se hace patente el gusto por las plantas centrales, en las que hace gala de su dominio en la combinación de mármoles embutidos y yeserías, que tapizan los muros y descomponen la luz natural, generando ambientes ilusorios y vibrantes. Su soporte predilecto es la columna salomónica, aunque también empleó alternativamente la columna corintia y, andando en el tiempo, el estípite. 
Como arquitecto de retablos, se caracteriza por un particular uso de la hoja de acanto, carnosa y muy rizada, y del lenguaje de placas recortadas superpuestas que, retomando la cultura arquitectónica de Alonso Cano, da origen al llamado «barroco prismático» que caracterizó la arquitectura dieciochesca de Andalucía central y oriental.

## Orígenes
Hijo de Diego Hurtado Izquierdo e Isabel de Hermosilla, Francisco Hurtado nació en Lucena el 6 de febrero de 1669. Aunque por línea paterna pudo aprender el oficio de la albañilería, su primera formación correría a cargo de los maestros locales de su ciudad natal, como el polifacético presbítero Leonardo Antonio Hurtado de Castro y los arquitectos Juan Trujillo Moreno y Alberto de Guzmán. Del primero tomaría el gusto por la columna salomónica y la pericia en el uso de los mármoles en retablos y portadas, en una zona tan rica en canteras como la Subbética cordobesa; con Juan Trujillo tomaría contacto con los planes centrales y las plantas curvas y elípticas, colaborando probablemente junto a él y el citado Alberto de Guzmán, en la construcción de la iglesia del convento de agustinas recoletas de San Martín en Lucena.

## Córdoba

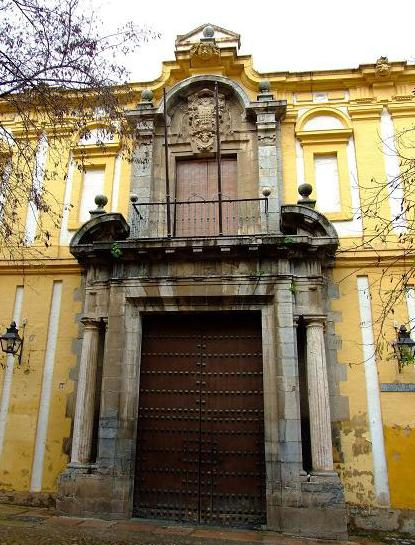
Portada principal del Hospital del cardenal Salazar en Córdoba

En 1695 trazó el retablo mayor de la iglesia del convento de San Pedro de Alcántara, de franciscanos alcantarinos, en Córdoba. Este retablo sería ejecutado en mármoles por los canteros Juan Rodríguez Navajas y Toribio de Bada. En 1696 contrató junto con Juan Leiva la construcción del tercer cuerpo del retablo mayor de la iglesia de San Lorenzo, que había sido comenzado años atrás por Melchor de Aguirre.
Las modestas perspectivas profesionales que en Lucena podía encontrar y estos primeros trabajos en Córdoba, impulsaron a Francisco Hurtado a trasladarse a la capital, donde fue escalando posiciones. En Córdoba encontró la protección del cardenal Pedro de Salazar, obispo de la diócesis, quien lo puso al frente de todas las obras de su mecenazgo. En primer lugar, el 17 de marzo de 1697 fue nombrado maestro mayor de la catedral. Entre dicho año y 1703, se encargó de levantar una nueva sacristía para la Mezquita-catedral. En la sacristía Hurtado se distancia de la tradición de disponer longitudinalmente el espacio, y elige una original planta octogonal. A este octógono añade una cripta y dos espacios anejos para relicario y tesoro. La sacristía se ilumina a través de los ocho ventanales que horadan el tambor. El elegante contraste cromático de los mármoles del zócalo y las yeserías carnosas, que se derraman por la cúpula y los muros, se complementa con las pinturas de Antonio Palomino y las esculturas de José de Mora en los machones. El espacio es comúnmente conocido como la capilla del cardenal Salazar, ya que además de sacristía sirvió de capilla panteón del obispo, que mandó construir su tumba en mármoles, inspirándose en la realizada por Bernini para el papa Alejandro VII en San Pedro del Vaticano.
También bajo el mecenazgo del obispo, Hurtado Izquierdo levantó el Hospital del cardenal Salazar a partir de 1701, actualmente Facultad de Filosofía y Letras. Desde la capital atendería algunos encargos para la ciudad y provincia, como la villa de Priego de Córdoba. Para ella realizó los retablos de la iglesia de San Pedro Alcántara. También en Priego se unió en matrimonio con Mariana de Gámiz y Escobar, el 9 de febrero de 1699.

## Granada

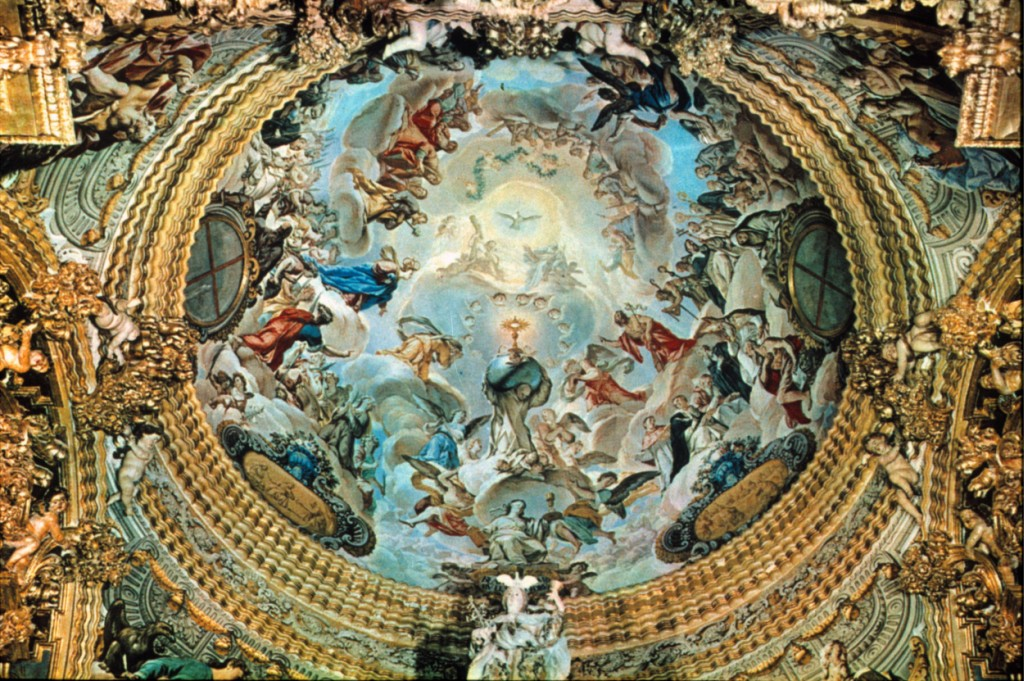
Cúpula del sagrario de la Cartuja de Granada, obra del pintor Antonio Palomino.

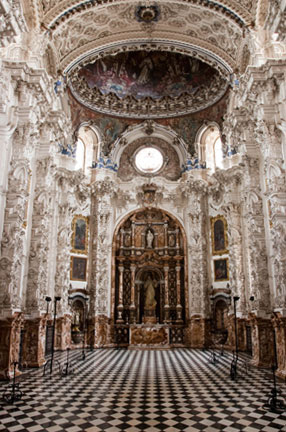
¿Francisco Hurtado Izquierdo? y otros. Sacristía de la cartuja de Granada, ca. 1730-1750

Con la sacristía de la catedral de Córdoba acabada en lo esencial, el arquitecto lucentino recibió en 1704 una oferta para trabajar en Granada. Una vez acabada la fachada de la catedral granadina, llegaba el turno de levantar una nueva iglesia del Sagrario. Por instigación del arzobispo Martín de Ascargorta, también cordobés de origen, Francisco Hurtado Izquierdo fue nombrado maestro mayor de la catedral de Granada en 1704. Su tarea fundamental fue la de demoler los restos de la antigua mezquita aljama, que aún seguía en pie funcionando como parroquia del Sagrario, para construir un original edificio de planta de cruz griega que la sustituyera. En el interior, el empleo de la doble columnata para solventar la altura y las semicolumnas adosadas a los pilares, traen al recuerdo las soluciones de Diego de Siloe en la catedral. La elección de un lenguaje tan clasicista da cuenta de la pluralidad de registros de Hurtado Izquierdo y de la pervivencia del clasicismo durante el barroco. No obstante, en este caso conviene señalar que el templo fue terminado por José de Bada quien, entre otros cambios, introdujo una portada de columnas corintias en sustitución de las salomónicas, que fueron destinadas al palacio de Bibataubín.
Siempre bajo el mecenazgo del munificente Ascargorta, trazó en 1707 el retablo de Santiago para la catedral. En él incorpora esculturas y pinturas preexistentes, juega con el lenguaje de placas heredado de Alonso Cano e introduce unos medios estípites, los primeros en la arquitectura de retablos de la ciudad. También en 1713, el cabildo le encargó la ejecución de los dos púlpitos para la catedral, bajo traza florentina y con probable colaboración del escultor sevillano Pedro Duque Cornejo.
De este período, su obras más destacada y, quizás su obra cumbre, es la construcción del Sancta Sanctorum o sagrario de la Cartuja. En este monasterio, lugar de retiro habitual del arzobispo, se venía construyendo desde comienzos del siglo XVIII un sagrario o camarín para la Eucaristía. Sin embargo, en 1709, con la llegada de Fray Francisco de Bustamante como prior de la misma, se decidió encomendar la dirección de las obras a Francisco Hurtado Izquierdo, quien se ocupó de su finalización y decoración hasta 1720. El arquitecto afianzó parte del espacio construido con la construcción de dos capillas u oratorios laterales en 1713 y dispuso pares de columnas en los ángulos. El sagrario consta de una sencilla planta cuadrangular cubierta por una cúpula sobre pechinas. Por tanto, su efecto sorprendente y deslumbrante se debe a un inteligente uso del contraluz, el empleo de complicados diseños en los mármoles de su solería y paramentos, las doradas yeserías y la integración de las artes plásticas en el conjunto. Los frescos de la cúpula y las pechinas, así como los lienzos, se deben al erudito pintor cordobés Antonio Palomino, mientras que las esculturas en madera policromada fueron talladas por los grandes maestros de la escultura granadina y sevillana: José de Mora, José Risueño y Pedro Duque Cornejo. En el centro se levantó un monumental tabernáculo de mármoles rojos y negros, de las canteras cordobesas de Cabra y Luque, que cobijaba una original custodia de plata y cristal, cuyo fulgor podía ser visto desde los pies de la iglesia. Esta custodia fue robada durante la invasión francesa en la Guerra de la Independencia. El sagrario de la cartuja destaca, además de por su enorme calidad técnica, por narrar uno de los ciclos alegóricos más complejos y herméticos del barroco español, destinado a ensalzar el modo de vida cartujano y su devoción eucarística.
En el mismo año en que se daba licencia para la construcción de los oratorios del sagrario (1713), también se autorizaba la construcción de una sacristía para el monasterio, para la que Hurtado elaboró un diseño. Sin embargo, la carestía económica retrasó la construcción de la sacristía hasta 1730, cuando el arquitecto ya llevaba muerto cinco años. De este modo, resulta difícil discernir si el actual recinto -uno de los más sorprendentes y afamados del barroco español- fue el que trazó Hurtado o fue sucesivamente alterado por los diferentes maestros que en él trabajaron.

## Priego
En estos años, se asiste al progresivo reconocimiento social del artista, que además de ser maestro mayor de dos de las más importantes catedrales andaluzas, es nombrado ingeniero militar, en el grado de capitán, y, desde 1713, administrador de las Alcabalas, Propios y Arbitrios (un impuesto que gravaba el comercio para tributar a la Corona) en Priego, gracias a la intervención de los cartujos. Este nombramiento supuso su traslado de residencia desde Granada a Priego, de modo que el encargo de los púlpitos comenzó a dilatarse en el tiempo y exceder los plazos fijados. A esta circunstancia se añade la excesiva libertad que Hurtado tuvo para seguir el diseño florentino para la ejecución de los mismos. El resultado final disgustó al cabildo catedralicio, que en 1716 decidió relevarlo como maestro mayor, nombrando para su sustitución al también lucentino José de Bada y Navajas.
Aunque ocupado en el oficio de alcabalero, desde Priego Hurtado continuó atendiendo los encargos que tenía iniciados en Granada (los púlpitos y el sagrario de la cartuja) y se hizo cargo de otros nuevos. Esta circunstancia daría lugar al nacimiento en Priego de una fecunda escuela de arquitectos, tallistas y yeseros durante el siglo XVIII. En la villa nacieron varios de sus hijos: María Antonia (1715), Francisco (1717) y Antonio (1718).
Tan satisfecha estaba la comunidad cartujana con el aspecto que comenzaba a ofrecer el sagrario de la cartuja de Granada que, antes de su finalización, la casa madre de los cartujos decidió contratar uno similar para su monasterio en El Paular (Rascafría). Para tal efecto, Hurtado Izquierdo elaboró su traza en 1718, a la que dieron vida él y sus colaboradores. A su muerte en 1725, se hizo cargo de la culminación del proyecto el más avezado de sus discípulos: Teodosio Sánchez de Rueda.
En el sagrario de El Paular, Hurtado estuvo al cargo de la obra desde el comienzo y pudo diseñar un espacio de mayor complejidad en planta, organizado en dos espacios: el sagrario en sí mismo y otro edificio tras él, el transparente. De nuevo concurrieron Antonio Palomino en lo pictórico y Pedro Duque Cornejo en lo escultórico, quien ejecutó más de una quincena de santos para sus nichos, además de la pléyade de ángeles que ornamentan el tabernáculo de mármoles. El interior de este tabernáculo lo ocupaba una impresionante custodia de plata, obra de plateros cordobeses, también perdida como la de Granada.

## Obra documentada

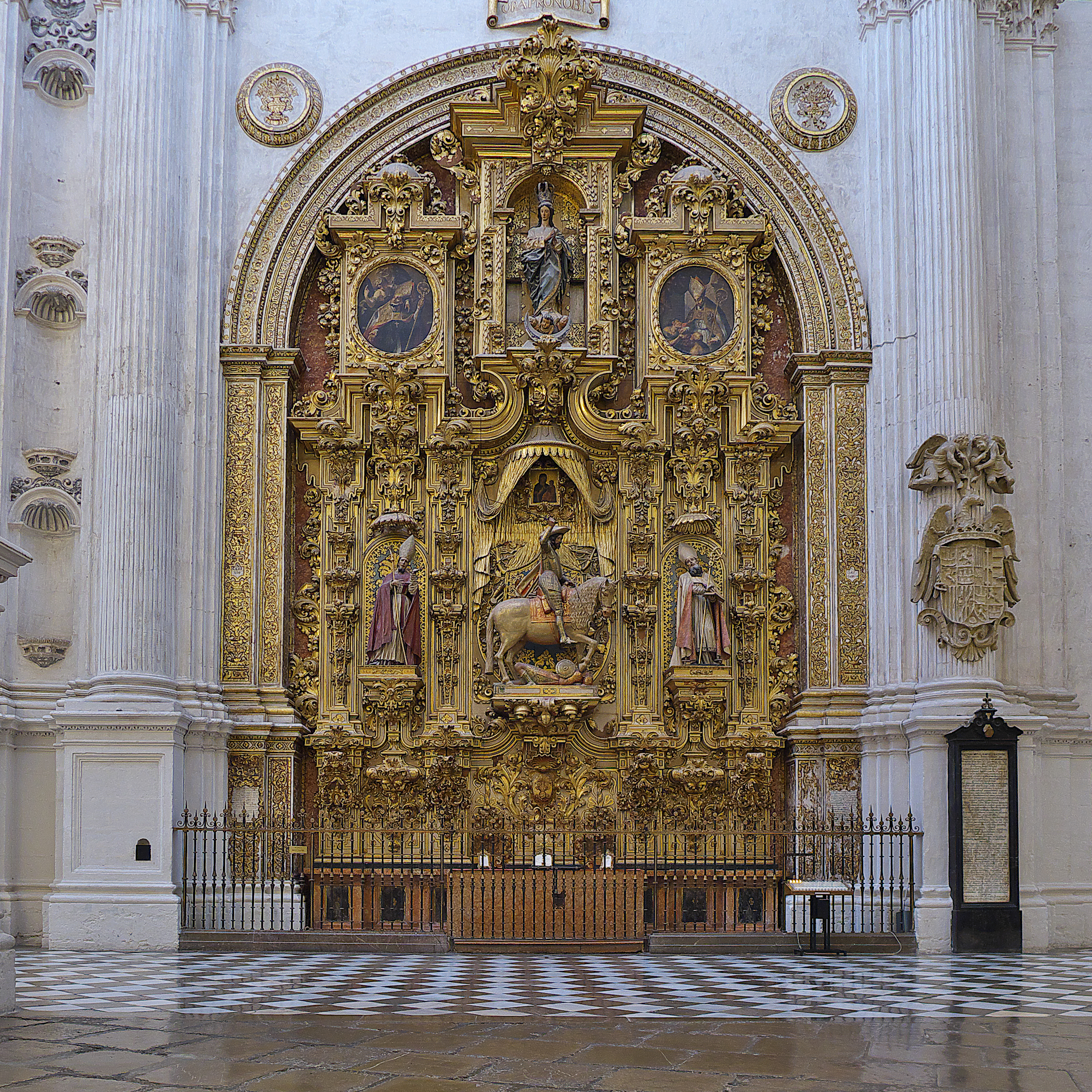
El Triunfo de Santiago (1707). Catedral de Granada

- Retablo mayor de la iglesia de San Pedro Alcántara en Córdoba (1695).
- Tercer cuerpo del retablo mayor de la iglesia de San Lorenzo en Córdoba (1696).
- Retablo mayor y retablos laterales de la iglesia de San Pedro Apóstol en Priego de Córdoba.
- Sacristía o capilla del cardenal Salazar en la Mezquita-catedral de Córdoba (1697-1713).
- Hospital del cardenal Salazar en Córdoba (1701).
- Retablo mayor de la iglesia parroquial de Montoro (Córdoba).
- Ermita de la Alegría en Córdoba (1703).
- Capilla de la Asunción en Córdoba (1708).
- Retablo de Santiago en la Catedral de Granada (1707).
- Parroquia del Sagrario, de la Catedral de Granada (iniciada en 1704, posteriormente acabada por José de Bada).
- Sagrario de la Cartuja de Granada (1709-1720).
- Púlpitos de la Catedral de Granada (1713-1716).
- Sagrario de la Cartuja de El Paular en Rascafría (Madrid) (1718-1728, acabado por sus discípulos).

## Obra atribuida o de probable participación
- Portada principal de la iglesia de San Martín, del convento de agustinas recoletas, en Lucena.
- Modificación barroca de la portada principal de la iglesia dominica de San Pedro Mártir, en Lucena.
- Camarín de Nuestra Señora de la Victoria, en el Santuario de la Victoria en Málaga (1693-1700).
- Retablo mayor del santuario de Nuestra Señora de Araceli en Lucena.
- Iglesia de la Trinidad en Córdoba (ca. 1710).
- Sacristía de la Cartuja de Granada (Trazada hacia 1713, iniciada en 1730).
- Iglesia del hospital de San Juan de Dios en Priego de Córdoba.
- Retablo de la Virgen de los Dolores de la Parroquia de la Asunción en Priego de Córdoba.